# 믹틀란
믹틀란(Mictlān)은 아즈텍 신화의 지하명계이다. 다른 가능성도 있지만, 죽은 대부분의 사람들은 믹틀란으로 여행을 갈 것이다. 믹틀란은 9개의 층으로 구성되어 있으며, 믹틀란테쿠틀리("명계의 왕")와 그의 아내인 믹테카시우아틀("명계의 여주인")이 통치하는 것으로 여겨진다.
1층에서 9층으로 가는 여정은 어렵고 4년이 걸리지만, 죽은 자들은 정신병자인 숄로틀의 도움을 받는다. 망자는 산이 서로 부딪치는 산맥, 살을 베는 칼날이 부는 바람이 부는 들판, 무시무시한 재규어와 함께 피의 강을 건너는 등 많은 도전을 통과해야 한다.
믹틀란은 아즈텍 창조 신화에도 등장한다. 믹틀란테쿠틀리는 케찰코아틀을 가두기 위해 구덩이를 설정했다. 케찰코아틀이 인간을 만들 뼈를 찾아 믹틀란에 들어갔을 때 믹틀란테쿠틀리가 기다리고 있었다. 그는 케찰코아틀에게 구멍이없는 소라 껍질을 불면서 믹틀란을 네 번 여행하도록 요청했다. 케찰코아틀은 결국 소리를 내기 위해 소라고둥 껍질에 벌 몇 마리를 넣었다. 어리석게도 믹틀란테쿠틀리는 케찰코아틀에게 뼈를 보여주었다. 그러나 케찰코아틀은 구덩이에 빠져 뼈가 부러졌다. 아즈텍인들은 이것이 사람들의 키가 다른 이유라고 믿었다.
믹틀란의 다른 신으로는 시우코아틀(시우아테테오라고 불리는 믹틀란 영혼을 지휘함), 아콜미즈틀리, 찰메카틀 및 아콜나후아카틀이 있다.

## 나후아틀 창조 신화와의 관계

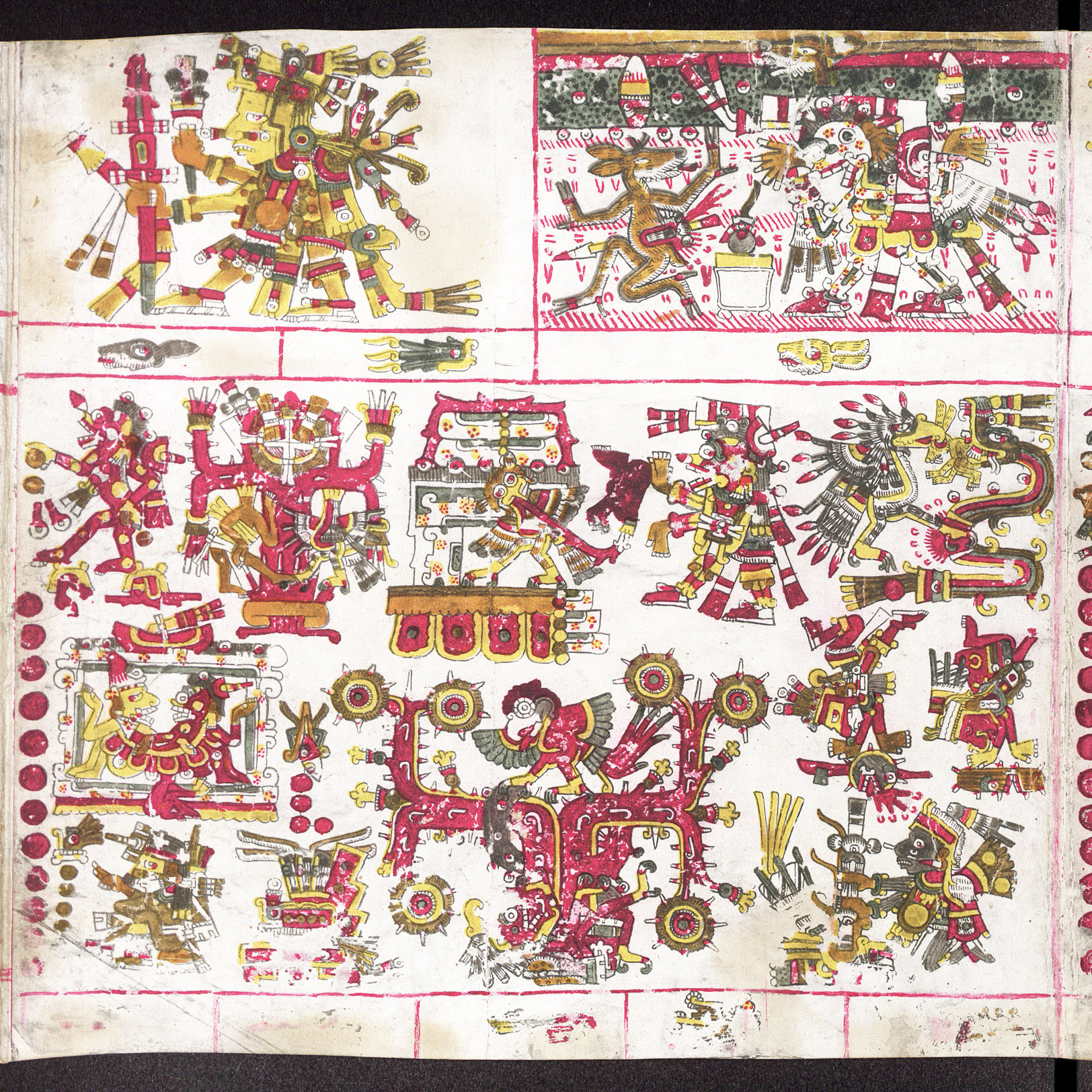
코덱스 보르지아에 따르면 믹틀란의 북반부인 믹틀람파.

아즈텍 신화에 나오는 믹틀란(치코나우믹틀란이라고도 알려짐)의 9개 지역은 생명력으로 구성된 우주의 일부로서 시공간의 나후아 세계관 내에서 형성된다. 멕시카 신화에 따르면 태초에 오메시우아틀과 오메테쿠틀리라는 두 명의 원시 신이 있었고 그들의 아이들은 창조신이 되었다. 이 창조 신들의 이름은 시페 토텍, 테스카틀리포카, 케찰코아틀, 우이칠로포치틀리였으며 그들은 부모로부터 창조 예술을 물려 받았다. 기존 물질로부터 600년 동안 활동하지 않은 후 테스카틀리포카와 케찰코아틀은 수직 우주와 수평 우주를 조직했다. 여기서 수평 우주는 기본 또는 반구 방향으로 구성되고 수직 우주는 더 높은 부분과 더 낮은 두 부분으로 구성된다. 더 높은 부분은 틀랄로칸(우주의 중앙 부분)의 각 모서리에서 자라는 4개의 거대한 나무에 의해 지원되었다. 이러한 이미지는 북유럽 신화의 위그드라실, 중국 신화의 부상수 또는 힌두 신화의 아슈밧타와 같은 세계수 개념에서 발견된다. 이 나무들은 천상계와 명계가 틀랄티팍(지구)으로 연결되는 것을 방해했다. 지구는 악어형 바다 괴물인 시팍틀리의 몸으로 형성된 땅이었으며, 인류의 식량을 생산하는 단단하고 살아있는 땅이었다. 시팍틀리는 틀티팍의 표면과 토양을 만든 어머지 자연이었다.
신화는 다음을 설명한다. 시팍틀리의 머리카락에서 나무, 꽃, 식물이 나왔고, 그녀의 피부에서 평야, 계곡, 강 퇴적물이 나왔고, 그녀의 눈에서 우물, 동굴, 분수가 나왔고, 그녀의 입에서 강, 호수, 개울이 나왔고, 그녀의 코에서 계곡, 범위 및 그녀의 어깨에서 톱니 산맥, 화산 및 산들. 우주를 수평 및 수직으로 조직하면서 네 명의 창조신은 물(틀랄록 및 찰치우틀리쿠에), 지구(틀랄테쿠틀리 및 틀랄시우아틀), 불(시우테쿠틀리 및 찬티코) 및 죽은 자(믹틀란테쿠틀리 및 믹테카시우아틀)의 각 영역을 제어할 신 쌍을 만들었다.

## 기타 목적지
죽은 자는 믹틀란 외에도 다른 목적지로 갈 수 있다.
- 전투에서 죽은 전사들과 제물로 죽은 사람들은 동쪽으로 이동하여 아침에 태양을 따라갔다.
- 출산 중에 죽은 여자들은 서쪽으로 가서 저녁이 되면 해를 따라갔다.[4]
- 익사하거나 특정 질병 및 번개와 같은 비의 신 틀랄록과 관련된 다른 원인으로 사망한 사람들은 틀랄로칸이라는 낙원으로 이동했다.

## 같이 보기
- 그림 판당고